# Schloss Charlottenhof (Schwandorf)

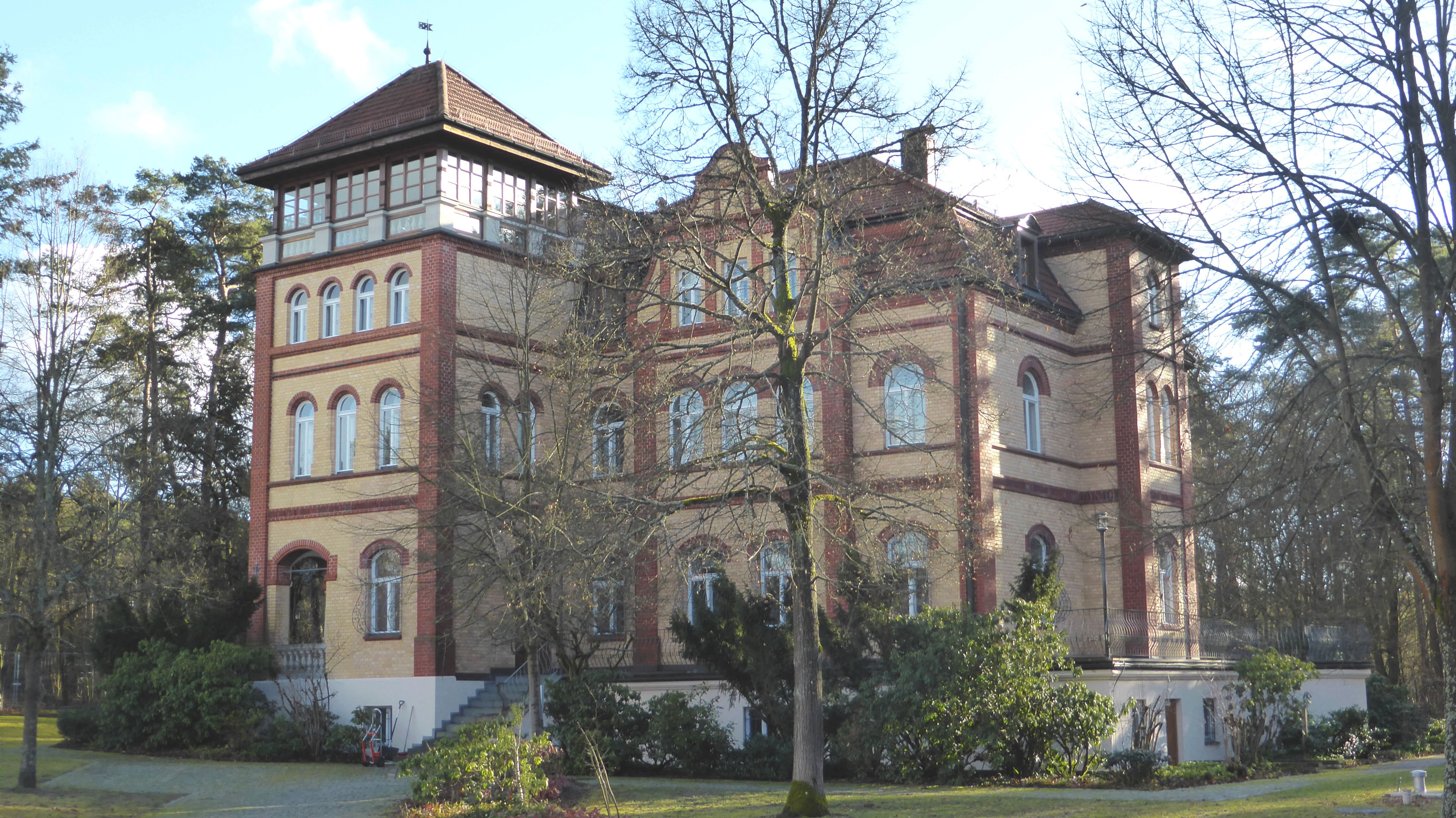
Schloss Charlottenhof bei Schwandorf

Das Schloss Charlottenhof (bisweilen auch Hofmannschlösschen genannt) ist ein ehemaliger Gutshof im Ortsteil Charlottenhof der oberpfälzischen Stadt Schwandorf in Bayern.

## Geschichte
Der Charlottenhof ist von Wilhelm Maximilian Künsberg Freiherr von Fronberg, (* 27. März 1838 in Lausanne; † 18. Juni 1908 in Fronberg), königlicher Kämmerer und Major a. D., 1873 gebaut worden. Wilhelm Maximilian war Sohn des Wilhelm Heinrich Freiherr von Künsberg und seiner Gattin Caroline, geborene Freiin von Spiering auf Fronberg, erstverehelichte Gräfin von Holnstein aus Bayern. Das Areal in der Bössellohe, auf denen das Schloss errichtet wurde, erwarb er 1873. Am 15. Mai 1873 beantragte er beim Bezirksamt Burglengenfeld, die Schwaige Charlottenhof zu benennen; dies war ein Liebesbeweis für seine Frau Charlotte Gräfin von Schönborn-Buchheim; seine Frau war eine geschiedene Gräfin Arco-Valley (* 26. November 1843, † 22. November 1910). 1883 wurde hier nach dem Vorbild in Fronberg auch eine Reitschule errichtet. 

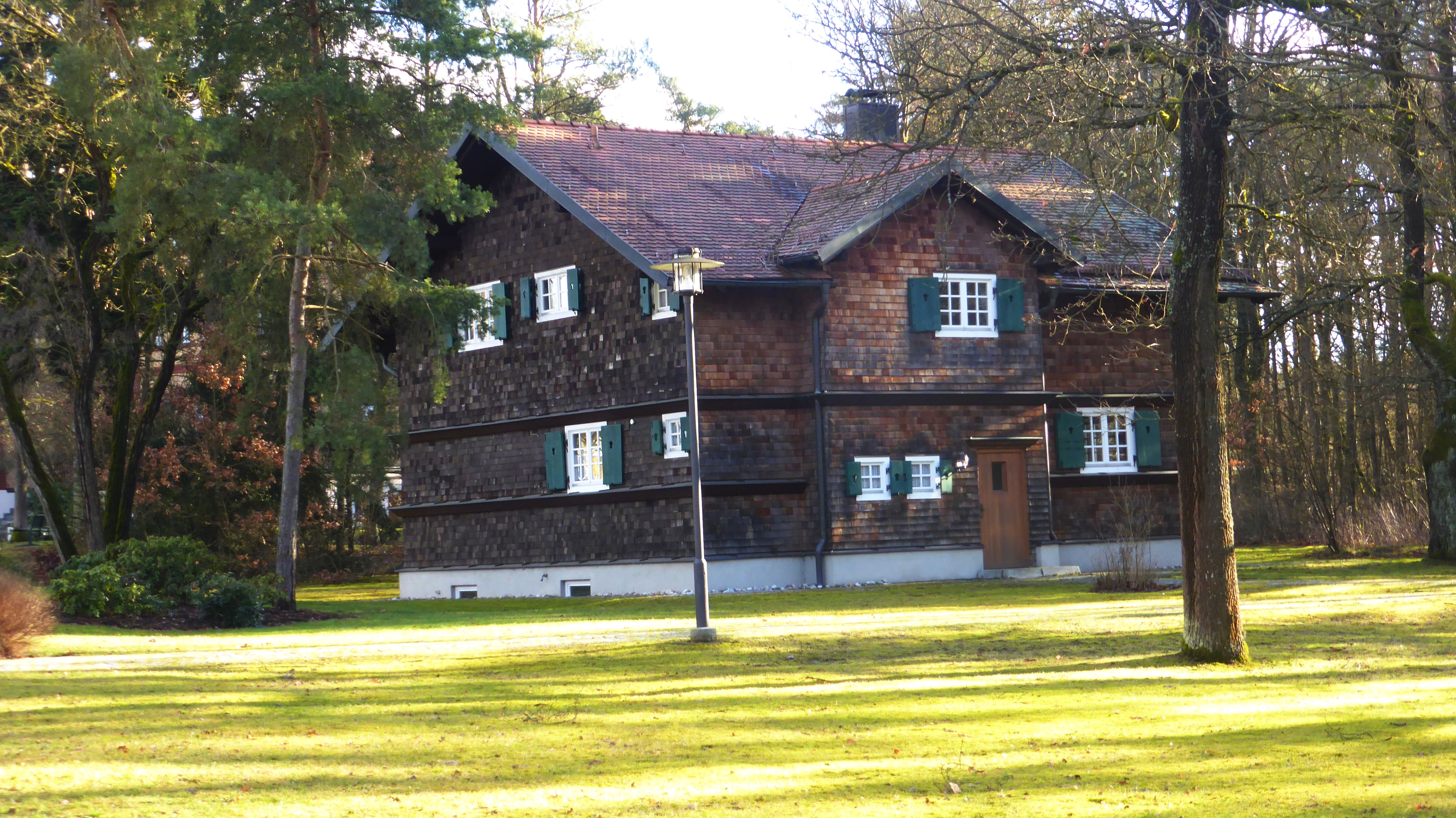
Blockhaus beim Schloss Charlottenhof bei Schwandorf

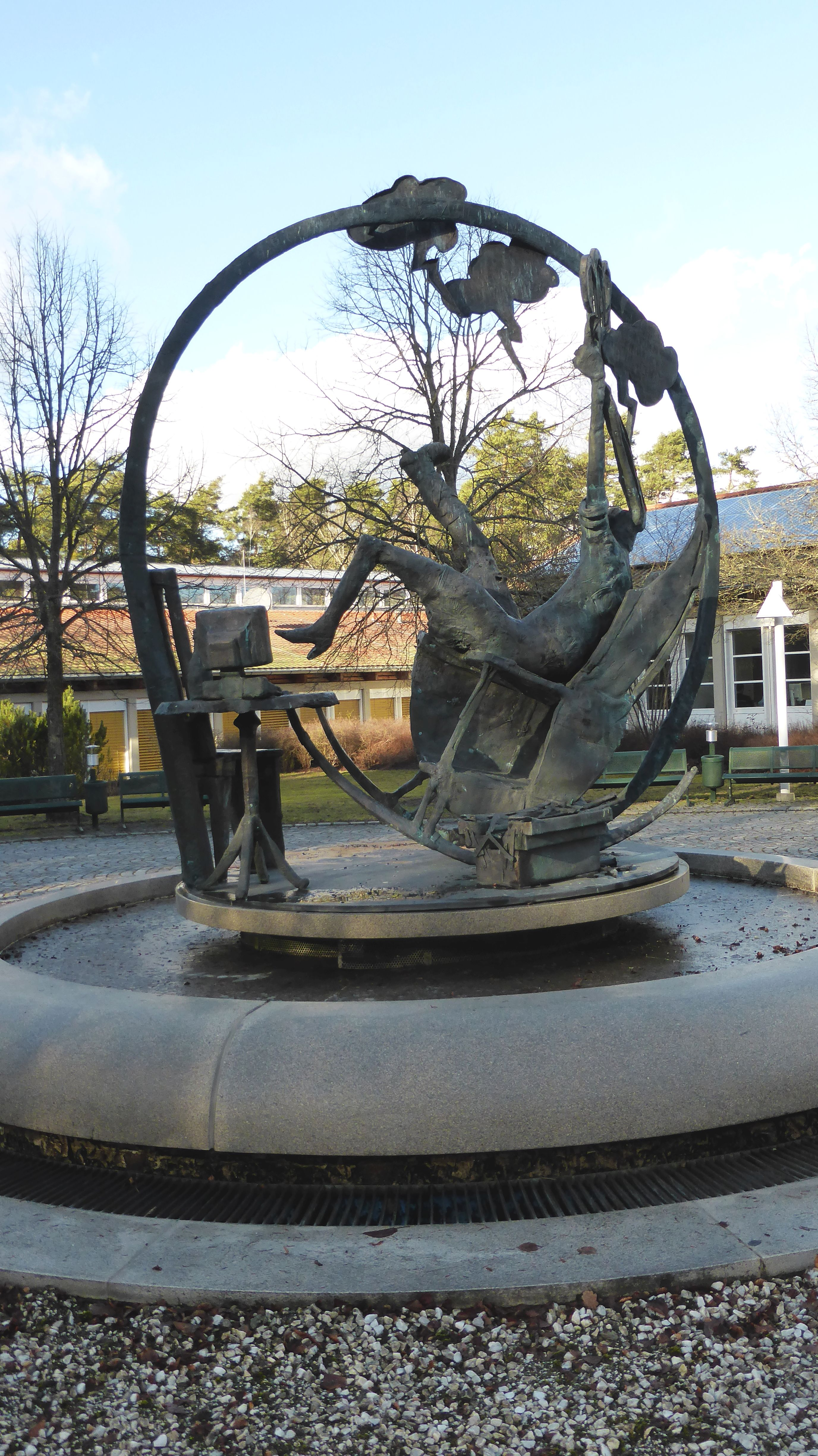
Brunnenskulptur von Josef Neustifter beim Schloss Charlottenhof

Bereits 1890 wurde der Besitz an Hedwig Gräfin Matuschka Freifrau von Toppolczan geb. Janke (* 1856; † 1926) aus München verkauft. Das Anwesen kam der Jagdleidenschaft ihres Mannes Graf Reinald genannt Aldo (* 1854, † 1910) entgegen, der auch alle Jagden in der Umgebung gepachtet hatte. Am 7. Mai 1892 wurde das Schloss von Alfred Hofmann, Leutnant in Ludwigsburg erworben. Er ließ den Charlottenhof bis 1896 zu dem heutigen Aussehen umbauen. Zudem erwarb er einen großen Teil der Waldflächen der alten Bössllohe. Am 24. Januar 1907 brannte das Schlösschen teilweise ab; sein Besitzer ließ es aber unmittelbar darauf wiederherstellen. Maria Hofmann, die Ehefrau von Alfred, stürzte 1912 bei Hausarbeiten von einer Staffelei und verstarb an den Folgen des Unfalls. 
Am 22. September 1917 kauft der aus einer Hopfenkaufmannsfamilie entstammende Oberleutnant Josef Hesselberger das Hofmann-Schlösschen. Josef Hesselberger war auch Großwildjäger und Afrikaforscher. Am Charlottenhof richtete er nach dem Ersten Weltkrieg eine Schweinezuchtanstalt ein, die internationale Anerkennung errang. 1925 erwirbt er auf der Weltausstellung in Paris ein Holzhaus, das er in der Nähe des Schlosses aufstellen lässt (heute dient dieses als Gästehaus). Am 17. August 1928 wandelt Hesselberger den Besitz in die Johanna Hesselberger Stiftung um und überführte die Stiftung in das Eigentum seiner Heimatstadt Nürnberg. Um der Stadt die Nutzung des Gebäudes als Landschulheim zu ermöglichen, zog Hesselberger mit seiner Frau in das Blockhaus um. 
In der Zeit des Nationalsozialismus wurde die Stiftung des Juden Hesselberger beschlagnahmt und der Stadtkommandant Karl Schäffer wurde als Verwalter eingesetzt. Hesselberger wanderte 1933 nach Ostafrika aus und gründete in Naro-Muro Kenia, eine Farm, auf der er wenige Jahre später verstarb. Auf Druck des Nationalsozialisten wurde der Charlottenhof am 28. Dezember 1934 an die Ostmark-Selbsthilfe GmbH, Bayreuth, verkauft. Den Vorsitz übernahm Gauleiter Hans Schemm, Geschäftsführer wurde der stellvertretende Gauleiter Ludwig Rachdeschel. Am 17. November 1939 wurde das Schlösschen an die NSDAP, Gauleitung Bayerische Ostmark, verkauft; Geschäftsführer wurde Karl Schäffer und im Schloss wurde die Gauschulungsburg Hans Schemm eingerichtet. 1942 wurde hier ein Reservelazarett eingerichtet. 1944 bis 1945 diente es dem weiblichen Reichsarbeitsdienst als Unterkunft. 
Am 23. April 1945 wurde das Schloss durch die 71. US-Infanteriedivision besetzt, die von der 90. US Artilleriedivision abgelöst wurde. Bis Ende November 1945 war hier ein Kommando des Medicalcorps untergebracht. Danach wurde ein Verwalter eingesetzt und Flüchtlinge begannen mit der Bewirtschaftung der landwirtschaftlichen Gründe. Im Schloss wurden bis 1953 Flüchtlinge untergebracht. Die Stadt Nürnberg pachtete 1947 den Charlottenhof und brachte hier ein Heim für schwer erziehbare Jugendliche unter. 1951 wurde der Besitz dem Land Bayern zugesprochen. Am 19. Juli 1951 übernahm die Nürnberger Nothilfe das Erziehungswerk (Erwerb war 1953) und richtete hier eine landwirtschaftliche Berufsförderung für männliche Jugendliche ein. Als die das Schloss umgebenden Baracken von den Flüchtlingen verlassen wurden, konnten auch Lehrwerkstätten für die Berufsausbildungsrichtungen Holz und Metall untergebracht werden. Die Ansprüche der Erbin Kitty Hesselberger wurden 1953 abgelöst († 1981 in Mombasa). 1962 wurde ein neues Werkstättengebäude errichtet und die Baracken wurden abgerissen. 
1975 wurde die Jugendheimstätte aufgelöst und der Charlottenhof wurde an den Bayerischen Freistaat vermietet. Es wurden dann Asylanten aus Pakistan untergebracht. Die Landwirtschaft (110 ha land- und forstwirtschaftliche Fläche) wurde 1979 an Ludwig Walter aus Landshut verkauft. 1988 erwarb die Deutsche Gesellschaft für Wiederaufbereitung von Kernbrennstoffen die Flächen des Ludwig Walter als Ausgleichsflächen für die geplante Wiederaufarbeitungsanlage Wackersdorf.

## Charlottenhof heute
Die Handwerkskammer Niederbayern-Oberpfalz hat 1989 den Charlottenhof (ohne landwirtschaftliche Flächen) erworben. Nach umfangreicher Restaurierung des Schlösschens und des Holzhauses wurde ein Neubau mit funktionellen Seminar- und Technologieräumen erstellt. 1993 wurde auf dem ehemaligen Gutshofgelände Charlottenhof das Zentrum für Management und Technologie der Handwerkskammer Niederbayern-Oberpfalz (CMT)  eröffnet. 
Bemerkenswert sind die unter Kunst am CMT Charlottenhof aufgestellten Werke (z. B. das Ziegel-Wandrelief im Seminarraum 111 "Sieben Schöpfungstage" von Carlo Wenger oder das Hochrelief im Casino, ebenfalls von Carlo Wenger). Auch die symbolträchtige Brunnenskulptur am Charlottenhof von dem Bildhauer Josef Michael Neustifter verdient Beachtung.